# Рю, Сара
Сара Рю (англ. Sara Rue; род. 26 января 1979, Нью-Йорк, Нью-Йорк, США) — американская актриса, известная по роли Кармен Феррары в сериале «Лучшие» и Клаудии Кейси в ситкоме «Клава, давай!».

## Биография
Сара Рю родилась 26 января 1979 года в Нью-Йорке. Сара — старшая из двух дочерей своей матери-актрисы и отца-менеджера, поэтому об актёрской профессии она узнала ещё в раннем возрасте. В восемь лет у Сары появился свой агент, который помог ей сняться в дебютном фильме «Ракета на Гибралтар» в роли дочери героя Кевина Спейси. В 1990 году она получила первую телевизионную роль дочери Памелы Рид — Эдды в сериале «Гранд». В 1992 году вышел фильм «Похороны Джека» с Бобом Хоскинсом и Морин Стэплтон. Далее последовал телевизионный сериал «Феномен», в котором актриса проработала с 1993 по 1994 год.
Семья Рю переехали в Лос-Анджелес. Сара получила постоянную роль секретаря в сериале «Незначительные корректировки», который принёс ей известность в сезоне 1995—1996 годов. Затем была роль Мелани в сериале «Простая жизнь».
Одной из первых и крупных ролей в большом кино стала роль Вайолет в 1999 году в картине «Жизнь по наклонной». В том же году Сара появляется в сериале «Зои, Дункан, Джек и Джейн», в котором играет некрасивую школьницу в инвалидном кресле. Следующей заметной ролью стал молодёжный сериал «Лучшие», в котором актриса исполнила роль толстушки Кармен Феррара. В 1999 году Сара снялась в фильме «Карта мира», снятом по пользовавшемуся спросом роману Джейн Хамилтон, в котором она сыграла роль сокамерницы Сигурни Уивер.
В 2001 году Сара получила небольшую роль медсестры в военной драме «Перл-Харбор». В том же году Сара сыграла роль целеустремлённой поющей и пишущей песни девушки, фанатки Стиви Никс в фильме «Джипси 83».
В 2002 году Сара была утверждена на главную роль в комедийном сериале «Клава, давай!».
Сара снималась в эпизодах таких известных сериалов, как «Два с половиной человека», «Уилл и Грейс», «Надежда Чикаго», «Нед и Стейси», «Жемчужина», «Скорая помощь», «Блоссом», «Розанна», «Теория Большого взрыва». Также Сара принимала участие в различных ток-шоу.
В 2012 −2013 годах она снималась в ситкоме «Кантри в Малибу» с Рибой Макинтайр. В 2015 году она снялась в сериале «Самозванец».

## Личная жизнь
В 2001—2007 годах Сара была замужем за режиссёром, монтажёром, сценаристом и продюсером Мишей Ливингстоном.
С 21 мая 2011 года Сара замужем во второй раз за учителем Кевином Прайсом, с которым она встречалась 4 года до их свадьбы, проведённой в традиционном еврейском стиле. У супругов есть две дочери — Талула Рю Прайс (род.09.02.2013) и Аделаида Рю Прайс (род. октябрь 2016).

## Фильмография
| Год       |    | Русское название                   | Оригинальное название               | Роль                   |
| --------- | -- | ---------------------------------- | ----------------------------------- | ---------------------- |
| 1988      | ф  | Ракета на Гибралтар                | Rocket Gibraltar                    | Джессика Генсон        |
| 1990      | с  | Гранд                              | Grand                               | Эдда Пасетти           |
| 1992      | ф  | Похороны Джека                     | Passed Away                         | Меган Сканлан          |
| 1992      | с  | Розанна                            | Roseanne                            | Розанна в юности       |
| 1993—1994 | с  | Феномен                            | Phenom                              | Моника                 |
| 1995      | с  | Блоссом                            | Blossom                             | Энджи                  |
| 1995—1996 | с  | Незначительные корректировки       | Minor Adjustments                   | Дарби Гладстон         |
| 1996      | тф | Ради чести моей дочери             | For My Daughter’s Honor             | Кимберли Джонс         |
| 1996      | с  | Скорая помощь                      | ER                                  | Джейн                  |
| 1996      | с  | Жемчужина                          | Pearl                               | Берта Сугс             |
| 1997      | с  | Нед и Стейси                       | Ned and Stacey                      | Эми                    |
| 1998      | ф  | Не могу дождаться                  | Can’t Hardly Wait                   | Землянка               |
| 1998      | с  | Надежда Чикаго                     | Chicago Hope                        | Ронда Фриц             |
| 1998      | с  | Простая жизнь                      | The Simple Life                     | Мелани                 |
| 1999      | ф  | Жизнь по наклонной                 | A Slipping-Down Life                | Вайолет                |
| 1999      | ф  | Карта мира                         | A Map of the World                  | Дэбби                  |
| 1999      | с  | Зои, Дункан, Джек и Джейн          | Zoe, Duncan, Jack and Jane          | Брини Кеннеди          |
| 1999—2001 | с  | Лучшие                             | Popular                             | Кармен Феррара         |
| 2000      | с  | Уилл и Грейс                       | Will & Grace                        | Джойс Адлер            |
| 2001      | ф  | Перл-Харбор                        | Pearl Harbor                        | Марта                  |
| 2001      | ф  | Джипси 83                          | Gypsy 83                            | Джипси Вэйл            |
| 2002      | ф  | Звонок                             | The Ring                            | нянька                 |
| 2002—2003 | с  | Женская бригада                    | The Division                        | Аманда Маккафферти     |
| 2002—2006 | с  | Клава, давай!                      | Less than Perfect                   | Клаудиа Кейси          |
| 2003      | тф | Теперь всё наоборот                | This Time Around                    | Габби Кастеллани       |
| 2006      | ф  | Дэнни Роун: Первый режиссёр        | Danny Roane: First Time Director    | Шарлотта Льюис         |
| 2006      | ф  | Идиократия                         | Idiocracy                           | генеральный прокурор   |
| 2006—2007 | с  | Два с половиной человека           | Two and a Half Men                  | Наоми                  |
| 2008      | ф  | Горничная                          | Man Maid                            | Торри                  |
| 2008      | тф | Кошмар в конце коридора            | Nightmare at the End of the Hall    | Кортни                 |
| 2008      | с  | Теория Большого взрыва             | The Big Bang Theory                 | доктор Стефани Барнетт |
| 2009      | ф  | Со школьных лет                    | Not Since You                       | Сара Дугинс            |
| 2009      | с  | Воздействие                        | Leverage                            | Марисса Девинс         |
| 2009—2010 | с  | Иствик                             | Eastwick                            | Пенни Хиггинс          |
| 2010      | ф  | Во имя Христа                      | For Christ’s Sake                   | Кэнди                  |
| 2010      | с  | Частная практика                   | Private Practice                    | Шира Коул              |
| 2010—2013 | с  | Правила совместной жизни           | Rules of Engagement                 | Бренда                 |
| 2011      | ф  | Дорфман                            | Dorfman                             | Деб Дорфман            |
| 2011      | тф | Мой будущий бойфренд               | My Future Boyfriend                 | Элизабет Барретт       |
| 2012      | с  | Ясновидец                          | Psych                               | Эми Аллерис            |
| 2012—2013 | с  | Кантри в Малибу                    | Malibu Country                      | Ким Ласситер           |
| 2013      | ф  | Мисс Набор номера                  | Miss Dial                           | Сэм                    |
| 2014—2016 | с  | Мамаша                             | Mom                                 | Кэндис Хейз            |
| 2015—2016 | с  | Самозванец                         | Impastor                            | Дора Уинстон           |
| 2015—2017 | с  | Кости                              | Bones                               | Карен Дельфс           |
| 2017—2021 | с  | Американская домохозяйка           | American Housewife                  | Нэнси Грэнвилл         |
| 2018—2019 | с  | Лемони Сникет: 33 несчастья        | A Series of Unfortunate Events      | Оливия Калибан         |
| 2018—2022 | с  | Новичок                            | The Rookie                          | Нелл Форестер          |
| 2020      | в  | Американский пирог: Девчонки рулят | American Pie Presents: Girls’ Rules | директор Эллен Фишер   |
| 2020—2022 | с  | Третья положительная               | B Positive                          | Джулия                 |